# Tétrafluoroborate
Le tétrafluoroborate est un anion de formule chimique BF4−. Cette espèce chimique tétraédrique est isoélectronique avec le tétrafluorométhane CF4 et le tétrafluoroammonium (en) NF4+. Il se forme lors de la réaction de sels de fluorures avec le trifluorure de bore BF3, un acide de Lewis, du traitement de l'acide tétrafluoroborique HBF4 avec une base, ou du traitement de l'acide borique H3BO3 avec l'acide fluorhydrique HF(aq).
Le tétrafluoroborate de potassium KBF4 est obtenu en traitant le carbonate de potassium K2CO3 avec de l'acide borique B(OH)3 et de l'acide fluorhydrique HF(aq) :
B(OH)3 + 4 HF(aq) → HBF4 + 3 H2O.
2 HBF4 + K2CO3 → 2 KBF4 + H2CO3.
Hormis le potassium, le rubidium et le césium, les métaux alcalins forment, ainsi que l'ion ammonium, des tétrafluoroborates qui cristallisent sous forme d'hydrates solubles dans l'eau.
Les sels de tétrafluoroborate sont souvent associés à des composés très réactifs, tels que les suivants :
- les diazoniums de la forme ArN2+, où Ar est un groupe aryle, sont souvent isolés sous forme de sels de tétrafluoroborate ;
- les réactifs de Meerwein tels que le tétrafluoroborate de triéthyloxonium [(CH3CH2)3O]BF4 comptent parmi les plus puissants alkylants connus ;
- le tétrafluoroborate de nitrosyle (NO)BF4 est un oxydant ;
- le tétrafluoroborate de nitronium NO2BF4 est un réactif de nitration ;
- les sels de ferrocène Fe(C5H5)2 sont souvent utilisés sous forme de tétrafluoroborates, par exemple de tétrafluoroborate de ferrocénium ;
- les sels d'imidazole ou de formamidinium (en) sont des précurseurs des carbènes stables (en) ;
- les sels de Katritzky.